# Fjäl
Fjäl är en by, sedan 2015 klassad som en småort, i Lits distrikt (Lits socken) i Östersunds kommun, Jämtlands län (Jämtland). Byn ligger vid länsväg Z 762 och Indalsälven (Gröven), cirka sju kilometer öster om tätorten Lit.